# Renault Zoom
Der Renault Zoom ist ein Konzeptfahrzeug, das von Renault auf der Pariser Motor Show im Jahre 1992 vorgestellt wurde.
Dieses Konzept hat eine Länge, die zwischen 2100 mm und 2650 mm schwanken kann. Die Breite liegt bei dem Zweisitzer bei 1520 mm und erinnert heute an den Smart Fortwo. Angetrieben wurde der Zoom von einem Elektromotor mit 45 kW Leistung und er sollte seinen Haupteinsatzort in der Stadt finden.

## Weblinks

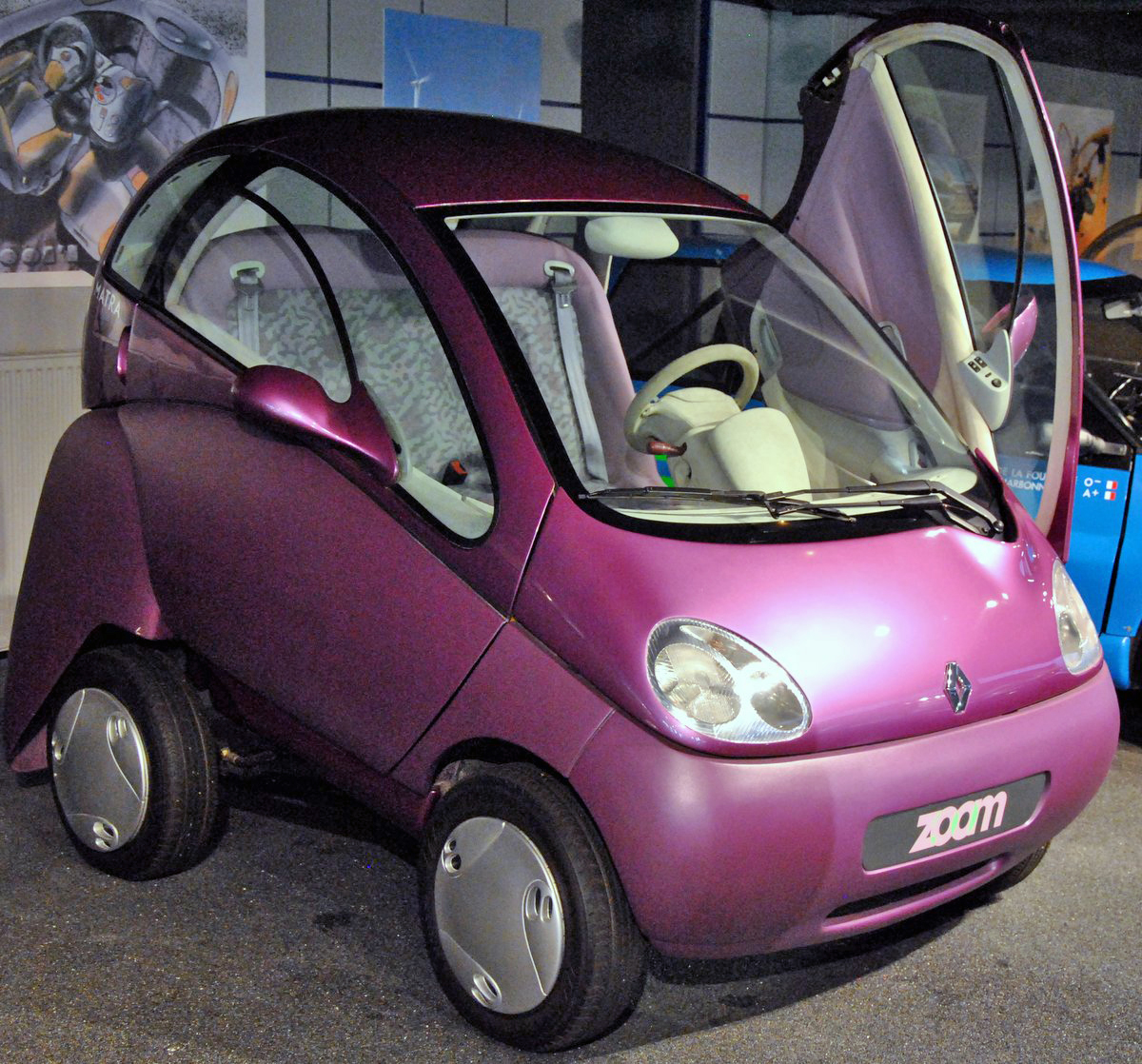
Renault Zoom in Kurzform